# Список университетов и колледжей Северного Кипра

## Университеты
| Название                                | Место     | Место на турецком | Создан | Название на турецком                     | Тип                       | Веб-сайт                                                          |
| --------------------------------------- | --------- | ----------------- | ------ | ---------------------------------------- | ------------------------- | ----------------------------------------------------------------- |
| Ближневосточный университет             | Никосия   | Lefkoşa           | 1988   | Yakın Doğu Üniversitesi                  | Частный                   | http://www.neu.edu.tr/                                            |
| Университет Кирении                     | Кирения   | Girne             | 2013   | Girne Üniversitesi                       | Частный                   | http://www.kyrenia.edu.tr/                                        |
| Средиземноморский университет Карпасии  | Никосия   | Lefkoşa           | 2010   | Akdeniz Karpaz Üniversitesi              | Частный                   | http://www.akun.edu.tr/                                           |
| Европейский университет Лефке           | Лефке     | Lefke             | 1989   | Lefke Avrupa Üniversitesi                | Государственный           | http://www.eul.edu.tr/                                            |
| Американский университет Гирне          | Кирения   | Girne             | 1985   | Girne Amerikan Üniversitesi              | Частный                   | http://www.gau.edu.tr                                             |
| Стамбульский технический университет    | Фамагуста | Gazimağusa        | 2011   | İstanbul Teknik Üniversitesi             | Государственный           | http://www.kktc.itu.edu.tr/                                       |
| Международный Кипрский университет      | Никосия   | Lefkoşa           | 1997   | Kıbrıs Uluslararası Ünivesitesi          | Частный                   | http://www.ciu.edu.tr/                                            |
| Восточный Средиземноморский Университет | Фамагуста | Gazimağusa        | 1979   | Doğu Akdeniz Üniversitesi                | Государственный — Частный | http://www.emu.edu.tr/                                            |
| Ближневосточный технический университет | Морфу     | Güzelyurt         | 2005   | Orta Doğu Teknik Üniversitesi KK Kampüsü | Государственный           | http://kkk.odtu.edu.tr/                                           |
| Университет Чукурова                    | Искеле    | İskele            | 2012   | Çukurova Üniversitesi Kıbrıs Kampüsü     | Государственный           |                                                                   |
| Университет Западной Шотландии (филиал) | Никосия   | Lefkoşa           | 2016   | University of the West of Scotland       | Частный                   | https://web.archive.org/web/20170328200105/http://uwsincyprus.eu/ |

## Колледжи
| Название                            | Место     | Место на турецком | Язык                  | Название на турецком/английском | Тип             | Веб-сайт                                                                                         | Программа       |
| ----------------------------------- | --------- | ----------------- | --------------------- | ------------------------------- | --------------- | ------------------------------------------------------------------------------------------------ | --------------- |
| Туркиш Маариф Колледж               | Никосия   | Lefkoşa           | Турецкий — Английский | Türk Maarif Koleji              | Государственный | https://web.archive.org/web/20100529061152/http://tmk.mebnet.net/homepage.asp                    | ÖSS — A Level   |
| ТМК Морфу                           | Морфу     | Güzelyurt         | Турецкий — Английский | Güzelyurt Türk Maarif Koleji    | Государственный | -                                                                                                | ÖSS — GCSE      |
| ТМК Фамагуста                       | Фамагуста | Gazimağusa        | Турецкий — Английский | Gazimağusa Türk Maarif Koleji   | Государственный | http://gmtmk.mebnet.net/                                                                         | ÖSS — GCSE      |
| ТМК 19 Мая                          | Кирения   | Girne             | Турецкий — Английский | 19 Mayıs Türk Maarif Koleji     | Государственный | http://19mtmk.mebnet.net/ Архивная копия от 23 июля 2011 на Wayback Machine                      | ÖSS — GCSE      |
| Бюлент Эджевит Анатолийский Лицей   | Никосия   | Lefkoşa           | Турецкий — Английский | Bülent Ecevit Anadolu Lisesi    | Государственный | http://beal.mebnet.com/                                                                          | ÖSS — GCSE      |
| Ближневосточный Колледж             | Никосия   | Lefkoşa           | Английский            | Near East College               | Частный         | https://archive.today/20121222011548/http://nec.neu.edu.tr/english.htm                           | ÖSS — GCSE      |
| Левент Колледж                      | Никосия   | Lefkoşa           | Английский            | Levent College                  | Частный         | http://www.leventschools.org/                                                                    | GCSE            |
| Гирне Американский Колледж          | Кирения   | Girne — Lefkoşa   | Английский            | Girne American College          | Частный         | https://web.archive.org/web/20111014201127/http://www.gau-americancollege.k12.tr/home.aspx?PL=tr | ÖSS — GCSE      |
| Восточный Средиземноморский Колледж | Фамагуста | Gazimağusa        | Английский            | Eastern Mediterranean College   | Частный         | https://web.archive.org/web/20100805015642/http://emc.emu.edu.tr/                                | ÖSS — GCSE      |
| Неджат Бритиш Колледж               | Кирения   | Girne             | Английский            | Necat British College           | Частный         | http://necatbritishcollege.com/                                                                  | GCSE            |
| Английская Школа в Кирении          | Кирения   | Girne             | English               | The English School of Kyrenia   | Частный         | https://web.archive.org/web/20100825070650/http://englishschoolkyrenia.org/Site/Home.aspx        | GCSE — IB       |
| ТЕД Колледж Северного Кипра         | Никосия   | Lefkoşa           | English               | TED Kuzey Kıbrıs Koleji         | Частный         | http://www.tedkuzeykibris.com                                                                    | ÖSS — GCSE — IB |